# あたしの向こう
「あたしの向こう」（あたしのむこう）は、aikoの楽曲。2014年11月12日に32作目のシングルとしてポニーキャニオンからリリースされた（品番：PCCA-15017）。表題曲はフジテレビ系テレビドラマ『素敵な選TAXI』主題歌。

## 背景
前作「君の隣」から約9か月半ぶりのシングルで、アルバム『泡のような愛だった』から約5か月半ぶりの新作リリースとなった。

## 制作
ライブ・ツアー『LOVE LIKE POP vol.17』（2014年）の最中に、ドラマ『素敵な選TAXI』の主題歌というタイアップの依頼を受けてから制作が始まった。同ドラマのプロデューサーには、「立ち止まりそうな時に背中を押してくれる歌を」と頼まれていた。
本作はaikoにとって珍しく、ドラマのあらすじを読んでから制作され、「過去に遡れるならどうしたいだろう」と考えながら詞が書かれた。そして、以前書いていたものに書き足される形で詞が完成した。また、「好きな人のことを前向きに忘れられたらいいな」という想いが込められている。

## ミュージック・ビデオ
丸山健志が監督を務めている。
2014年11月6日にYouTubeでショート・バージョンが公開され、同月25日にYouTubeでフル・バージョンが公開された。

## 楽曲について
3曲ともに、詞が書かれた時期が少しずつ違う。
1. あたしの向こう
  - 初めはテンポの遅いバラードになるような曲だった[4]。
  - 本作の編曲は、初めてOSTER projectが担当した。
  - 最後のサビの最後、「いられたなら」と誤植される事が多いが、正しくは「いられたらな」。
2. ドライヤー
  - aikoの私物である[8]、タオルやドライヤーをヒントに詞が書かれ、身近にあるものから伝わる二人の距離感が表現されている[9]。
3. ハレーション
  - 詞は2007、2008年頃に書かれていたもので、鏡に映っている好きな人は自分にしか見えていない気がした瞬間に、本当にその人のことを大好きなんだなと思っている気持ちが込められている[8]。

## パッケージ
- 初回限定仕様盤：CD
- 通常仕様盤：CD
- LLP17.5お近づき記念盤『着れないけどね！CD』：CD+ミニTシャツ
- 初回限定仕様盤のみカラートレイ仕様。またライブ・ツアー『LOVE LIKE POP vol.17.5』の会場限定で、LLP17.5お近づき記念盤『着れないけどね！CD』が販売された[10]。CDの他にミニTシャツとaiko手書き歌詞が封入されたボックス仕様になっている[10]。

## プロモーション
2014年11月4日にトレーラー映像がYouTubeで公開された。
同月15日、16日の2日間限定で『週末限定ポスタープレゼントキャンペーン』が開催された。

## 収録曲
| 全作詞・作曲: AIKO。 |                                   |           |            |                |      |
| #                    | タイトル                          | 作詞      | 作曲・編曲 | 編曲           | 時間 |
| 1.                   | 「あたしの向こう」                | AIKO      | AIKO       | OSTER project  | 5:33 |
| 2.                   | 「ドライヤー」                    | AIKO      | AIKO       | Kano Kawashima | 4:21 |
| 3.                   | 「ハレーション」                  | AIKO      | AIKO       | Ryo Yoshimata  | 4:34 |
| 4.                   | 「あたしの向こう (instrumental)」 | AIKO      | AIKO       | OSTER project  | 5:29 |
| 合計時間:            | 合計時間:                         | 合計時間: | 19:59      |                |      |

| #         | タイトル           | 作詞  | 作曲・編曲 | 時間 |
| --------- | ------------------ | ----- | ---------- | ---- |
| 1.        | 「あたしの向こう」 |       |            | 5:33 |
| 2.        | 「ドライヤー」     |       |            | 4:21 |
| 3.        | 「ハレーション」   |       |            | 4:34 |
| 合計時間: | 合計時間:          | 14:30 |            |      |

## チャート成績
オリコンチャートの週間ランキングで初登場4位（約4.1万枚）を獲得した。
また、サウンドスキャンジャパンが発表するチャートでは、初回限定仕様盤が初登場5位（約2.9万枚）を獲得した。